# 上岡一嘉
上岡 一嘉（かみおか かずよし、1919年12月28日- 1991年3月6日）は、日本の経済学者。専門はマーケティング。学校法人足利学園および白鷗大学の経営者。

## 経歴
栃木県足利市出身。父上岡長四郎、母上岡た津は足利学園の創設者だった。
1938年、県立足利中学校卒業。1943年、早稲田大学商学部卒業、足利学園高等学校に勤務。1948年1月、GHQ民間情報局勤務。1949年5月、東京都庁経済局勤務。1954年10月、法政大学経済学部および経営学部講師。1956年4月、青山学院大学経済学部講師、1963年同教授。1967年、大阪学院大学教授。1976年2月、足利学園理事長に就任。1976年白鷗女子短期大学2代目学長。1980年「市場実査の技術」で中央大学商学博士。1986年、白鷗大学の設立が認可され、初代学長を務めた。
1966年、『マーケティングの技術』で日本商業学会賞を受賞。

## 著書
- 『消費者はこうして作られる』ダイヤモンド社 1957
- 『マーケッティング 新しい販売の技術』ダイヤモンド社 1957
- 『マーケティング・サーベイ 13業種の実例と利用法』日本生産性本部出版部 1963
- 『マーケティングの技術』中央経済社 1964
- 『これからの広告』誠文堂新光社 1965
- 『マーケティングの知識』日本経済新聞社 日経文庫　1965
- 『外国企業の商法 日本市場への戦略をさぐる』日本経済新聞社 日経新書　1967
- 『儲かってます!関西商法 第二の松下めざして』日本経済新聞社 1970
- 『市場実査の技術』中央経済社 1972
- 『華僑のビジネス 国際性とバイタリティ』東洋経済新報社 1973
- 『異色経営者論 日本的経営をめぐって』毎日新聞社 1984
- 『企業形態発展論』紀伊国屋書店 1985
- 『東北新幹線が変える町 郡山・仙台から青森まで』中央経済社 1988
- 『異文化に学ぶ 世界みたまま聞いたまま』東京書籍 1990

### 共編著
- 『経営政策と市場調査』浜野毅共著 東洋書館 1952
- 『市場分析とその方法』西野嘉一郎共著 森山書店 1954
- 『マーケッティング 近代経営技術としての市場の開拓』浜野毅共著 丸善 1953
- 『カナダからの手紙』公家武共著 ゆまにて出版 1978
- 『Japanと日本 在日留学生の胸のうち 白鷗大学における留学生によるスピーチコンテスト&シンポジウム』北川豊共編 白鷗大学出版局 1988

### 翻訳
- C.O.ウェリントン『わかりやすい予算統制』東洋経済新報社 1952
- ウォルター・ギルド『マーケッティングに成功する秘訣』ダイヤモンド社 1957
- J.D.クーパー『販売会議ハンドブック セールス・マネージャー必携』日本能率協会 1964

## 論文
- <上岡一嘉